# Лобаново (Кічменгсько-Городецький район)
Лоба́ново (рос. Лобаново) — присілок у складі Кічменгсько-Городецького району Вологодської області, Росія. Входить до складу Кічмензького сільського поселення.

## Населення
Населення — 49 осіб (2010; 64 у 2002).
Національний склад (станом на 2002 рік):
- росіяни — 100 %